# 関西デジタルコンテンツ事業協同組合
関西デジタルコンテンツ事業協同組合（かんさいでじたるこんてんつじぎょうきょうどうくみあい）は、近畿2府4県のデジタルコンテンツ事業者を組合員とする、近畿経済産業局が認可した事業協同組合である。通称「カンデジ」。
構成組合員には、Webサイト制作、Webシステム開発、SEO対策、Flashコンテンツ制作、映像制作、などの受託制作事業者が多い。
活動内容は、組合員への情報提供、組合員間のビジネスマッチング、組合員向けや一般向けのセミナー事業、展示会などへの共同出展などで、所属組合員の受注促進、経営環境改善などを目的としている。

## 組織概要
- 設立：1999年1月11日
- 所在地：大阪府大阪市港区弁天1丁目2番1号 ORC200 オフィスタワー16階

## 役員
- 代表理事：脇本 雅也（株式会社だいずらぼ 代表取締役）
- 専務理事：山田 利勝（クックス産直ネット株式会社 代表取締役）
- 理事：西 洋子（株式会社be love company 代表取締役）
- 理事：金森 貴志（ウームワークス 代表）
- 理事：久保田 善文（株式会社BEE 代表取締役）
- 監事：戸田 克己（株式会社ドアズ）
- 監事：永田 祥造（株式会社エムトーン）

## 組織沿革
- 1999年1月：大阪府の認可団体として「大阪ソーホー・デジタルコンテンツ事業協同組合」設立。
- 2000年6月：近畿経済産業局の認可により活動の範囲を近畿圏に広げ、同時に名称を「関西ソーホー・デジタルコンテンツ事業協同組合」と変更。
- 2006年11月：近畿経済産業局の認可により名称を「関西デジタルコンテンツ事業協同組合」と変更。
- 2019年2月：カンデジ20周年記念式典を開催。

## 事業内容
- Webサイト等のデジタルコンテンツ企画・制作
- Webシステム、データベース、ソフトウェア開発
- インターネットビジネスの活用コンサルティング
- セミナーイベント企画運営・講師派遣

## 加入団体
- 全国中小企業団体中央会
- 大阪商工会議所
- 近畿情報システム産業協議会（KISA）